# Giả Bảo Ngọc

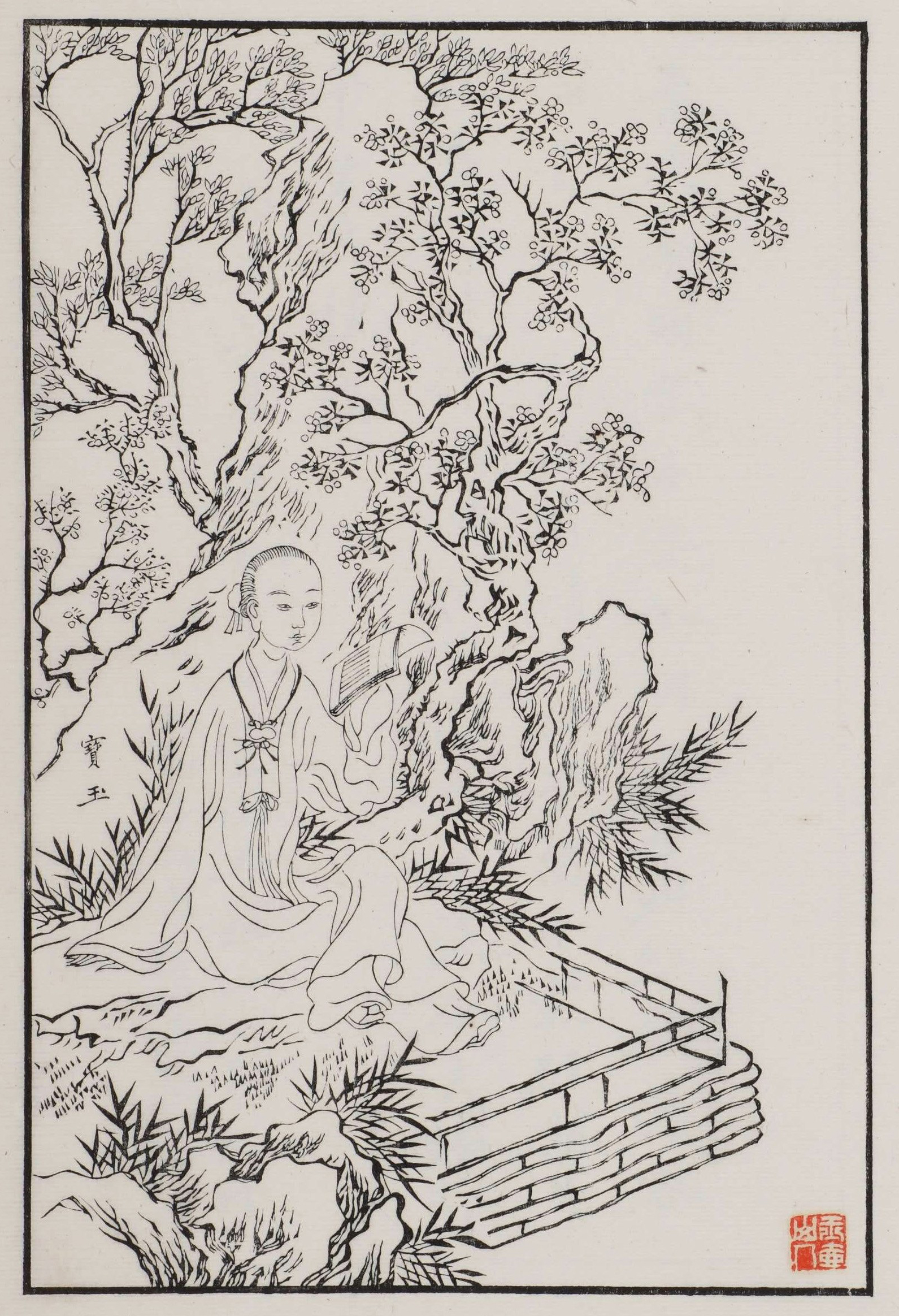
chân dung Giả Bảo Ngọc

Giả Bảo Ngọc (chữ Hán: 賈寶玉, bính âm: Jia Baoyu) có nghĩa là viên ngọc quý gia bảo là nhân vật hư cấu, một trong bộ ba nhân vật chính trong tiểu thuyết Hồng lâu mộng, của nhà văn Tào Tuyết Cần. Bảo Ngọc là con trai út của Giả Chính và Vương phu nhân. Lâm Đại Ngọc là nỗi đam mê không bao giờ với tới được của Giả Bảo Ngọc, nhưng chính Giả Bảo Ngọc mới là người được Tào Tuyết Cần kí gửi tâm sự.

## Cuộc đời
Giả Bảo Ngọc chính là hòn đá thừa thãi không được sử dụng đầu thai mà thành. Có thể suy ra rằng Tào Tuyết Cần đã gửi vào Hồng Lâu Mộng tinh thần chán nản, bất đắc chí vì thất bại trong đường hoạn lộ. Ba vạn sáu ngàn năm trăm hòn đá vá trời, kích cỡ cao mười hai trượng, vuông hai bốn trượng, tất thảy đều được trọng dụng, chỉ trừ có “Thạch huynh”. 36500 là số ngày trong năm nhân với 100 lần, 12 và 24 là số tháng trong năm và số giờ trong ngày. Những chi tiết này ám chỉ rằng: câu chuyện về hòn đá có ý nghĩa vượt thời gian.
Hòn đá bị bà Nữ Oa bỏ rơi tại Thanh Ngạnh Phong (đỉnh núi có cây xanh). Nghe qua thì tưởng chỉ là miêu tả đơn thuần, nhưng hai chữ “thanh ngạnh” lại hài âm với “tình căn” – cái gốc của tình. Nhờ vậy ta biết Hồng Lâu Mộng là câu chuyện của tình, và hòn đá này chính là cội rễ của lưới tình.
Tiếp theo đó, hòn đá gặp hai vị Mang Mang đạo sĩ và Diểu Diểu chân nhân. Mang Mang miêu tả không gian mênh mông, rộng lớn. Diểu Diểu có nghĩa xa xăm, mờ ảo. Kết hợp lại ta có từ “diểu mang” (miaomang): không thật, không đáng tin. Hai người này đã mang hòn đá về chốn hồng trần, nhưng chính bản thân họ cũng là những sứ giả của sự mơ hồ. Về sau, một đạo nhân tên là Không Không (không tồn tại của không tồn tại, nghĩa là tột cùng của không) vì ngẫm nghĩ câu chuyện hòn đá mà đổi tên thành Tình Tăng (nhà sư tình). Điều này chứng tỏ câu chuyện hòn đá có sức cảm hóa ghê gớm, có khả năng biến không trở thành sắc (tình).
Hòn đá giáng trần thành Giả Bảo Ngọc, là một công tử quyền quý trong nhà họ Giả và có những mối tình ngang trái với những cô gái trong gia đình này. Giả Bảo Ngọc khi sinh ra đã ngậm một viên "Thông linh Bảo Ngọc", là niềm hi vọng của gia đình họ Giả nhưng anh ta là kẻ lười biếng, ghét thi thư. Tần Khả Khanh, nàng dâu lẳng lơ của nhà họ Giả, có tên tục là Kiêm Mỹ - ôm trọn hai vẻ đẹp. Khi lạc vào giấc mộng tình trong buồng ngủ của Khả Khanh, Bảo Ngọc đã gặp và ân ái với một nàng tiên mang tên Kiêm Mỹ - người kết hợp vẻ đẹp của cả Bảo Thoa và Đại Ngọc. Chữ "tần" và chữ "tình" cũng hài âm với nhau, vì vậy Tần Khả Khanh chính là kẻ dẫn dắt Bảo Ngọc vào cõi tình - nơi chứa đựng tình cảm luyến ái của Bảo Ngọc với nữ nhi. Trong cõi tình, Bảo Ngọc đã lần lượt gặp các nàng Si Mộng tiên cô, Chung Tình đại sĩ, Dẫn Sầu kim nữ, Độ Hận bồ đề. Bốn nàng tiên này chính là đại diện cho bốn giai đoạn của tình: đầu tiên là si mê, sau đó là chung tình, tiếp đến là sầu bi, cuối cùng là thù hận. Giả Bảo Ngọc là cậu ấm duy nhất được lui tới và tìm được người tâm đầu ý hợp là Lâm Đại Ngọc. Nhưng mọi người trong gia đình không muốn cuộc hôn nhân này diễn ra.
Lâm Đại Ngọc cho rằng Bảo Ngọc không cần thi cử, làm quan và lánh xa công danh phú quý nhưng Bảo Thoa, chị họ, và cũng là một người yêu khác của Bảo Ngọc lại luôn khuyến khích Bảo Ngọc học hành đỗ đạt để lọt vào tầm ngắm của các bậc huynh trưởng trong dòng họ. Lúc ban đầu, Bảo Ngọc còn phân vân trước tình yêu của Bảo Thoa và Đại Ngọc song dần dần, nhận thấy Bảo Thoa chỉ mong ngóng cái danh cái lợi, nên Bảo Ngọc đã hết lòng yêu Đại Ngọc, mong muốn lấy nàng làm vợ. Gia đình họ Giả coi đó là một tai họa và kiên quyết phản đối đôi uyên ương này. Không lâu sau đó, Giả mẫu quyết định cho Bảo Ngọc kết hôn cùng Bảo Thoa. Trong thời gian chuẩn bị lễ cưới, Giả mẫu ra lệnh cho tất cả mọi người giữ bí mật với Đại Ngọc và Bảo Ngọc, hy vọng rằng khi sóng gió qua đi, đôi tình nhân sẽ đành chấp nhận vận mệnh. Thế nhưng vào giờ phút sinh tử khi đám cưới sắp diễn ra, chính Con Ngốc lại vô tình cho Đại Ngọc biết tin động trời này. Vốn tưởng mình sẽ được kết hôn cùng Bảo Ngọc, Đại Ngọc đã bị cú sốc làm ngã quỵ.
Quá đau buồn vì tình yêu không thành, cộng thêm thể trạng ốm yếu lâu năm, nàng Lâm Đại Ngọc đã lâm bệnh qua đời. Về phần Giả Bảo Ngọc, chàng sau đó cũng chán đời đi tu, khép mình nơi cửa Phật để đời đời nhớ đến người thương.
Chuyện tình đẹp đẽ mà đau buồn này được người đời sau ví như phiên bản phương Đông của tác phẩm Romeo & Juliet kinh điển.

## Nhận xét
Số phận và tính cách của Bảo Ngọc đã được tác giả miêu tả không đơn giản. Đó là mâu thuẫn giữa khát vọng tự do và sự ràng buộc nặng nề của gia đình và xã hội phong kiến. Đó là tình yêu chân thành và quý báu như chính sinh mệnh của anh ta và lạ thay, anh ta hầu như chẳng làm được gì, chẳng chiến đấu dũng mãnh gì để đoạt lấy hạnh phúc! Mọi việc gần như đã phó mặc! Trước khi chết, Lâm Đại Ngọc oán giận, đau buồn đốt khăn tặng, đốt tập thơ... không phải là không có lý. Anh ta chưa bao giờ xứng đáng là một trang "tu mi nam tử" có lý tưởng, kiên định! Vấp phải những mâu thuẫn nghiệt ngã của thời đại, anh ta sinh ra đau thần kinh, mắc chứng "ngây", cứ cười hì hì suốt ngày. Điều đó càng đẩy sâu anh ta vào bi kịch.
Cuối cùng giải pháp "đi tu" - phản ánh sự từ chối, sự phản kháng dầu yếu ớt - đã được anh ta chọn lựa. Đi thi và thi đỗ cao để an ủi gia đình, rồi bỏ trốn đi tu, Bảo Ngọc đã đi hết sự phát triển tính cách một cách hợp lý và quả là qua số phận anh ta, như một số nhà nghiên cứu nhận định, có sự gởi gắm, có sự thể hiện một phần nào bản thân tác giả. Đó đúng là một số phận tiểu thuyết theo ý nghĩa hiện đại của từ này.